# Helen Reddy

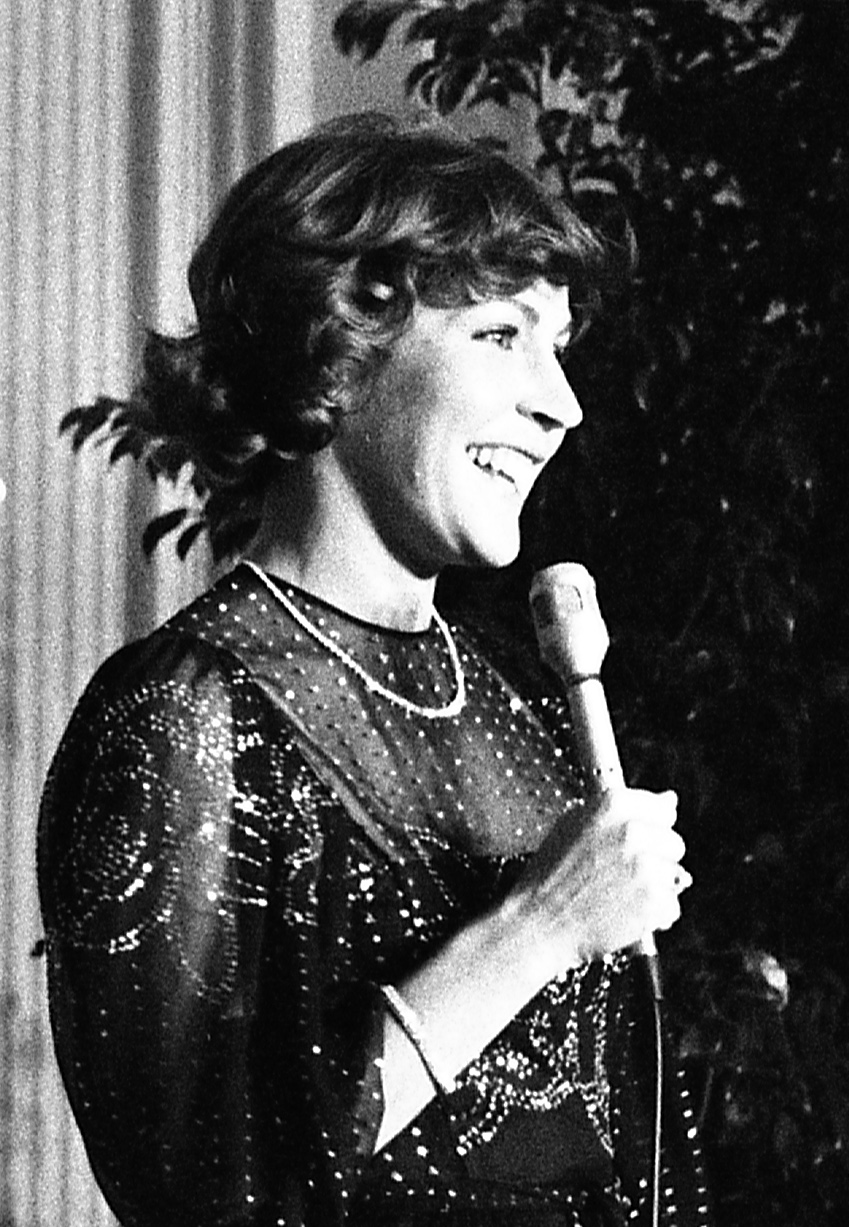
Helen Reddy (1976)

Helen Maxine Reddy (* 25. Oktober 1941 in Melbourne, Australien; † 29. September 2020 in Los Angeles, Vereinigte Staaten) war eine australische Sängerin, Feministin und Filmschauspielerin, die ab 1974 auch die US-amerikanische Staatsbürgerschaft besaß. In den 1970er Jahren hatte sie weltweiten Erfolg. Ihr Nummer-eins-Hit von 1972 I Am Woman wurde zu einer Hymne der Frauenbewegung. Insgesamt werden ihr rund 25 Millionen verkaufte Platten zugeschrieben.

## Karriere
Helen Reddy veröffentlichte ihre erste Single One Way Ticket im Jahre 1968. Insgesamt stand Reddy, die im australischen Rundfunk bereits ein Kinderstar gewesen war und bis zu ihrem ersten Erfolg Mitte 1971 (I Don’t Know How to Love Him aus der Rock-Oper Jesus Christ Superstar) Parapsychologie an der University of California studiert hatte, dreimal auf Platz eins der amerikanischen Single-Charts: die Feministinnen-Hymne I Am Woman (1972), Delta Dawn (1973) und Angie Baby (1974). Alle drei Hits und die Single Leave Me Alone (Ruby Red Dress) wurden mit je einer Goldenen Schallplatte für über eine Million verkaufter Einheiten ausgezeichnet. I Am Woman erhielt außerdem einen Grammy für die beste weibliche Gesangsleistung. In den Jahren 1973 und 1974 war sie laut dem Guardian die weltweit erfolgreichste Sängerin.

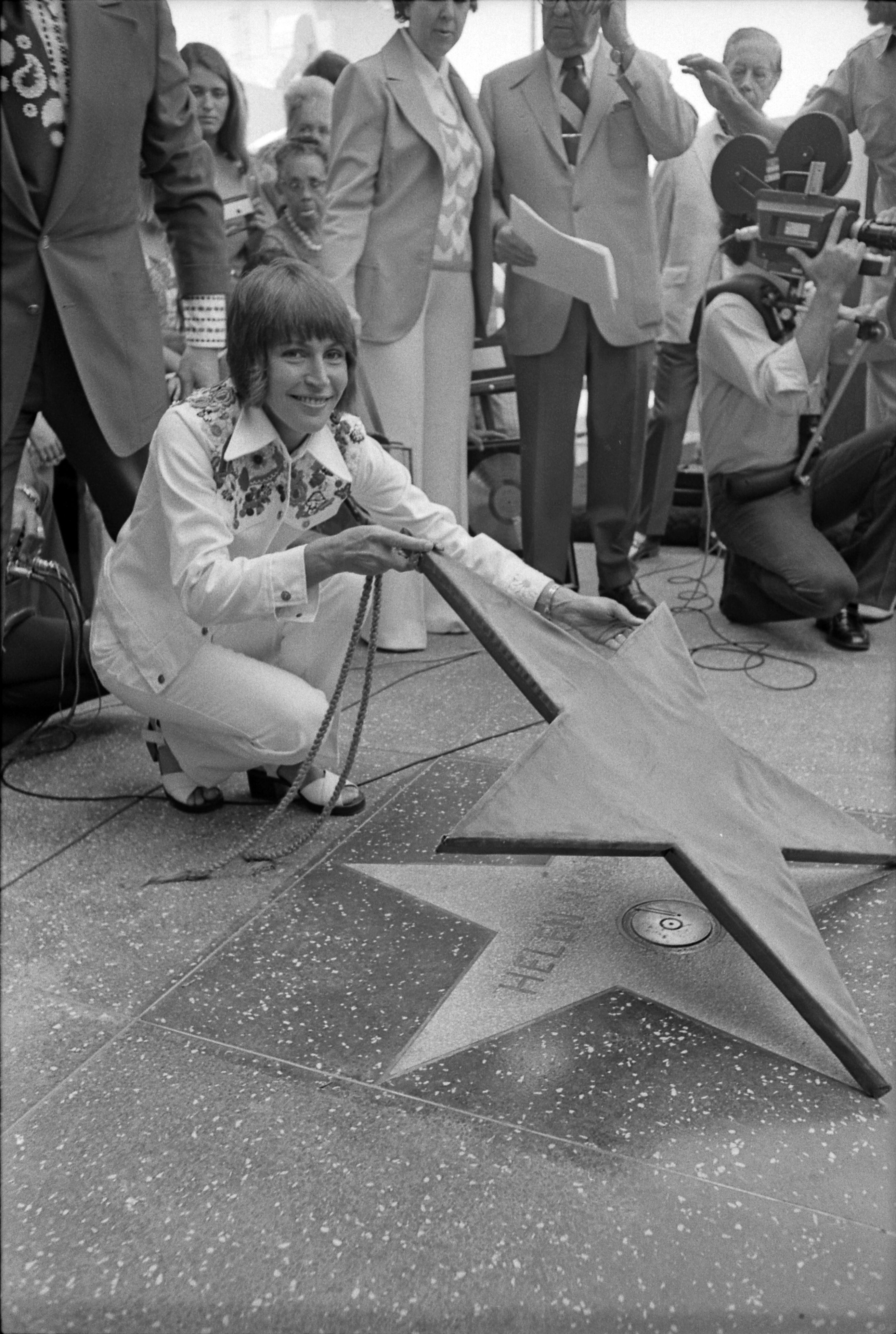
Helen Reddy mit ihrem Stern auf dem Hollywood Walk of Fame für Musikaufnahmen (1974)

Außerdem wurden zwischen 1971 und 1976 bis auf eine Ausnahme sämtliche Alben Reddys mit Gold oder Platin in den USA ausgezeichnet. Auch in Großbritannien erhielt sie einmal Silber (Free And Easy) und einmal Gold (Best Of Helen Reddy). Erst 1977 änderte sich das: Die beiden Werke Ear Candy (1977) und We’ll Sing in the Sunshine (1978) entstanden unter der Regie des Rock-Produzenten und -Musikers Kim Fowley. Mit diesen Veröffentlichungen bemühte sich Reddy um eine vielseitigere musikalische Ausrichtung, konnte aber nicht mehr an die vorherigen Erfolge anknüpfen. In der Folge nahm sie mit Ready or Not (1978) und Make Love to Me (1979) auch Lieder im damals populären Disco-Stil auf, landete damit aber nur noch kleinere Hits in den amerikanischen Single-Charts. Mit der Ballade I Can’t Say Goodbye to You wurde Reddy dort 1981 letztmals auf Platz 88 notiert.
International bis 1980 bei Capitol Records unter Vertrag, wurden Reddys zahlreiche Veröffentlichungen auch auf dem deutschsprachigen Markt (Vertrieb: EMI) vertrieben. Jedoch konnte sie hier nie richtig Fuß fassen. Allerdings liefen zwei ihrer bekanntesten Filme erfolgreich in den hiesigen Kinos: Giganten am Himmel (1974) und Elliot, das Schmunzelmonster (1977). Für erstgenannten Film erhielt sie eine Nominierung für den Golden Globe Award als Beste Nachwuchsdarstellerin.
2002 beendete Reddy ihre Karriere im Showgeschäft, verließ die Vereinigten Staaten und zog sich für einige Jahre auf die australische Norfolkinsel zurück. Später lebte sie in Sydney und arbeitete zeitweise als Schlaftherapeutin. 2006 veröffentlichte Reddy ihre Autobiografie The Woman I Am. Im selben Jahr wurde sie mit der Aufnahme in die ARIA Hall of Fame geehrt. Ein musikalisches Comeback schloss sie zunächst zwar aus, gab aber ab 2012 wieder Konzerte.
Ab dem Frühsommer 2015 lebte Reddy im Motion Picture & Television Country House and Hospital, einem Seniorenheim für Schauspieler und andere Künstlerpersönlichkeiten in Los Angeles. Medienberichte, sie leide an Demenz, wurden von ihrem Sohn bestätigt, allerdings auf Reddys offizieller Website dementiert.
Im September 2019 feierte das Biopic I Am Woman der australischen Filmemacherin Unjoo Moon auf dem Toronto International Film Festival Premiere. Reddy wird von Tilda Cobham-Hervey dargestellt. Ihren Exmann Jeff Wald spielt Evan Peters.

## Privat
Mitte der 1970er Jahre wurde bei Helen Reddy eine Unterfunktion der Nebennierenrinde (Addison-Krankheit) diagnostiziert, die kontinuierlich behandelt werden musste. Sie wurde Schirmherrin der gemeinnützigen Gesellschaft Australian Addison’s Disease Association, die sich um mehr Aufmerksamkeit für die Krankheit in der Öffentlichkeit bemüht. Zuletzt lebte sie in Los Angeles, um nahe bei ihren Kindern zu sein. Ihre abschließenden Jahre verbrachte sie aufgrund voranschreitender Demenz in einem Heim.

## Diskografie

### Alben
| Jahr | Titel                        | Höchstplatzierung, Gesamtwochen, AuszeichnungChartplatzierungen (Jahr, Titel, Platzierungen, Wochen, Auszeichnungen, Anmerkungen) | Höchstplatzierung, Gesamtwochen, AuszeichnungChartplatzierungen (Jahr, Titel, Platzierungen, Wochen, Auszeichnungen, Anmerkungen) | Höchstplatzierung, Gesamtwochen, AuszeichnungChartplatzierungen (Jahr, Titel, Platzierungen, Wochen, Auszeichnungen, Anmerkungen) | Anmerkungen                          |
| Jahr | Titel                        | UK | US | AU | Anmerkungen                          |
| ---- | ---------------------------- | --- | --- | --- | ------------------------------------ |
| 1971 | I Don’t Know How to Love Him | — | US100 Gold · (37 Wo.)US | — |                                      |
| 1971 | Helen Reddy                  | — | US167 (7 Wo.)US | — |                                      |
| 1972 | I Am Woman                   | — | US14 Platin · (62 Wo.)US | — |                                      |
| 1973 | Long Hard Climb              | — | US8 Gold · (43 Wo.)US | — |                                      |
| 1974 | Love Song For Jeffrey        | — | US11 Gold · (35 Wo.)US | — |                                      |
| 1974 | Free and Easy                | UK17 Silber · (9 Wo.)UK | US8 Gold · (28 Wo.)US | — |                                      |
| 1975 | No Way To Treat a Lady       | — | US11 Gold · (34 Wo.)US | — |                                      |
| 1975 | Helen Reddy’s Greatest Hits  | — | US5 ×2Doppelplatin · (51 Wo.)US                                                                                                   | AU48 (1 Wo.)AU | Charteinstieg in AU erst 2020        |
| 1976 | The Best of Helen Reddy      | UK5 Gold · (18 Wo.)UK | — | — |                                      |
| 1976 | Music, Music                 | — | US16 Gold · (13 Wo.)US | — | Erstveröffentlichung: 8. Juli 1976   |
| 1977 | Ear Candy                    | — | US75 (19 Wo.)US | — | Erstveröffentlichung: 25. April 1977 |

Weitere Alben
- 1978: We’ll Sing in the Sunshine
- 1979: Live in London
- 1979: Reddy
- 1980: Take What You Find
- 1981: Play Me Out
- 1983: Imagination
- 1990: Feel So Young
- 1998: Center Stage
- 2000: The Best Christmas Ever

### Singles
| Jahr | Titel Album                                         | Höchstplatzierung, Gesamtwochen, AuszeichnungChartplatzierungen (Jahr, Titel, Album, Platzierungen, Wochen, Auszeichnungen, Anmerkungen) | Höchstplatzierung, Gesamtwochen, AuszeichnungChartplatzierungen (Jahr, Titel, Album, Platzierungen, Wochen, Auszeichnungen, Anmerkungen) | Anmerkungen |
| Jahr | Titel Album                                         | UK | US | Anmerkungen |
| ---- | --------------------------------------------------- | --- | --- | ----------- |
| 1971 | I Don’t Know How To Love Him                        | — | US13 (20 Wo.)US |             |
| 1971 | Crazy Love I Don’t Know How To Love Him             | — | US51 (9 Wo.)US |             |
| 1971 | No Sad Song Helen Reddy                             | — | US62 (8 Wo.)US |             |
| 1972 | I Am Woman                                          | — | US1 Gold · (22 Wo.)US |             |
| 1973 | Peaceful I Am Woman                                 | — | US12 (17 Wo.)US |             |
| 1973 | Delta Dawn Long Hard Climb                          | — | US1 Gold · (20 Wo.)US |             |
| 1973 | Leave Me Alone (Ruby Red Dress) Long Hard Climb     | — | US3 Gold · (16 Wo.)US |             |
| 1974 | Keep On Singing Love Song For Jeffrey               | — | US15 (13 Wo.)US |             |
| 1974 | You And Me Against The World Love Song For Jeffrey  | — | US9 (20 Wo.)US |             |
| 1974 | Angie Baby Free and Easy                            | UK5 (10 Wo.)UK | US1 Gold · (17 Wo.)US |             |
| 1975 | Emotion Free and Easy                               | — | US22 (9 Wo.)US |             |
| 1975 | Bluebird No Way To Treat a Lady                     | — | US35 (6 Wo.)US |             |
| 1975 | Ain’t No Way To Treat A Lady No Way To Treat a Lady | — | US8 (16 Wo.)US |             |
| 1975 | Somewhere In The Night No Way To Treat a Lady       | — | US19 (14 Wo.)US |             |
| 1976 | Music Is My Life Music, Music                       | — | US29 (6 Wo.)US |             |
| 1976 | I Can’t Hear You No More Music, Music               | — | US29 (9 Wo.)US |             |
| 1977 | You’re My World Ear Candy                           | — | US18 (22 Wo.)US |             |
| 1977 | The Happy Girls Ear Candy                           | — | US57 (7 Wo.)US |             |
| 1978 | Ready Or Not We’ll Sing In The Sunshine             | — | US73 (5 Wo.)US |             |
| 1979 | Make Love To Me Reddy                               | — | US60 (10 Wo.)US |             |
| 1981 | I Can’t Say Goodbye To You –                        | UK43 (8 Wo.)UK | US88 (3 Wo.)US |             |

## Auszeichnungen für Musikverkäufe
| Platin-Schallplatte - Hongkong - 1978: für das Album Greatest Hits - Kanada - 1977: für das Album Greatest Hits |

Anmerkung: Auszeichnungen in Ländern aus den Charttabellen bzw. Chartboxen sind in ebendiesen zu finden.
| Land/RegionAuszeichnungen für Musikverkäufe (Land/Region, Auszeichnungen, Verkäufe, Quellen) | Silber  | Gold       | Platin     | Verkäufe   | Quellen         |
| -------------------------------------------------------------------------------------------- | ------- | ---------- | ---------- | ---------- | --------------- |
| Hongkong (IFPI/HKRIA)                                                                        | —       | —          | Platin1    | 20.000     | ifpihk.org      |
| Kanada (MC)                                                                                  | —       | —          | Platin1    | 100.000    | musiccanada.com |
| Vereinigte Staaten (RIAA)                                                                    | —       | 10× Gold10 | 3× Platin3 | 10.000.000 | riaa.com        |
| Vereinigtes Königreich (BPI)                                                                 | Silber1 | Gold1      | —          | 160.000    | bpi.co.uk       |
| Insgesamt                                                                                    | Silber1 | 11× Gold11 | 5× Platin5 |            |                 |

## Filmografie (Auswahl)
- 1974: Giganten am Himmel (Airport 1975)
- 1977: Elliot, das Schmunzelmonster (Pete’s Dragon)
- 1978: Sgt. Pepper’s Lonely Hearts Club Band
- 1980: Love Boat (TV-Serie, eine Folge)
- 1982: Fantasy Island (TV-Serie, eine Folge)
- 1985: The Jeffersons (TV-Serie, eine Folge)
- 1987: Das Chaoten-Team (Disorderlies)
- 2000: Beastmaster – Herr der Wildnis (BeastMaster) (TV-Serie, eine Folge)
- 2000: Diagnose: Mord (Diagnosis Murder) (TV-Serie, eine Folge)
- 2010: The Perfect Host